# Tâm lý học sáng tác văn học
Tâm lý học sáng tác văn học là bộ môn khoa học nghiên cứu các đặc điểm tâm lý trong việc xử lý, cải biến những ấn tượng đời sống của nhà văn, nghiên cứu tâm lý cá nhân của tác giả, nghiên cứu những quy luật chung và quy luật đặc thù của quá trình xây dựng tác phẩm từ khi ý đồ sáng tạo được nảy sinh cho tới khi nó được hoàn tất.
Phạm vi nghiên cứu của tâm lý học sáng tác văn học được xác lập trên cơ sở xem sáng tác là hoạt động nhằm tạo ra những giá trị văn hóa mới mẻ, độc đáo. Phạm vi nghiên cứu ấy lại được phân chia thành nhiều lĩnh vực gắn với các dạng hoạt động sáng tạo khác nhau trong khoa học và trong nghệ thuật, trong mỗi loại hình nghệ thuật.
Sáng tác văn học cũng nằm trong phạm vi nghiên cứu của tâm lý học. Tâm lý học có thể nghiên cứu sáng tác văn học như một dạng hoạt động tâm lý thuần tuý, bên cạnh các dạng hoạt động tâm lý khác của con người. Nhưng khác với tâm lý học phổ quát, tâm lý học sáng tác văn học nghiên cứu quá trình phản ánh hiện thực của nhà văn và những biểu hiện đặc thù của quá trình ấy trong hình thái nghệ thuật.
Chính vì thế nó chẳng những sử dụng những nguyên tắc phương pháp luận của tâm lý học, mà còn sử dụng cả những phương pháp luận của nghiên cứu văn mỹ học và nhiều khoa học liên ngành khác. Về phương diện này, tâm lý học sáng tác văn học là khoa học nằm ở vùng giáp ranh của nhiều bộ môn khoa học khác nhau. Nó nghiên cứu chủ thể sáng tạo và sản phẩm của hoạt động sáng tạo ấy. Về lý thuyết, nó cho phép khám phá một số quy luật của quá trình sáng tác, về thực tiễn, nó giúp nhà văn ý thức được hoạt động sáng tạo của mình để hoàn thiện trình độ nghề nghiệp.
Từ thời cổ đại, các nhà tư tưởng mỹ học như Pla-tông, A-ri-xtốt đã quan tâm lý giải bản chất quá trình sáng tạo. Nhưng phải đến cuối thế kỷ XIX, tâm lý học sáng tác văn học mới hình thành như một lĩnh vực riêng của khoa học. Tâm lý học sáng tác văn học hiện đại đặc biệt quan tâm lí giải những vấn đề như cảm hứng, tưởng tượng, trực giác, năng khiếu, trên cơ sở những thành tựu mới nhất của triết học, tâm lý học, nghiên cứu văn học và các khoa học khác. Tuy nhiên, vấn đề quan trọng nhất mà tâm lý học sáng tác văn học tập trung nghiên cứu là tư duy nghệ thuật và các kiểu tư duy khác nhau tương ứng với các phương pháp nghệ thuật khác nhau.
Cứ liệu để nghiên cứu tâm lý học sáng tác văn học là hoạt động của nhà văn được ghi lại trong toàn bộ di sản sáng tác, là bản thảo của nhà văn (phản ánh các giai đoạn tạo ra tác phẩm, phản ánh tính năng động của quan niệm bên trong của nhà văn) và đôi khi còn là những sự bộc bạch của chính nhà văn về quá trình sáng tác một tác phẩm cụ thể (qua hồi ức, phỏng vấn, trò chuyện).